# ANIMATION (ノーナ・リーヴスのアルバム)
『ANIMATION』（アニメーション）はNONA REEVESのメジャー1作目となるスタジオ・アルバムである。

## 概要
1999年2月5日にWEA Japanより発売された。また、2013年4月24日には、『20世紀のノーナ・リーヴス』と題したリイシュー企画の第1弾として、最新リマスタリングを施され、ボーナストラックを追加したSHM-CD＆紙ジャケット仕様で再リリースされている。

## 収録曲
1. 渚のチューブ・ライダー - TUBE RIDER
作詞：西寺郷太、作曲：西寺郷太・奥田健介・小松茂
  - プロデュース：冨田恵一
2. ワーナー・ミュージック - WARNER MUSIC
作詞・作曲：西寺郷太
  - 2ndシングル。
3. ピーナッツ - PEANUTS
作詞・作曲：西寺郷太
  - プロデュース：冨田恵一
4. アニメーション・ファイヴ - ANIMATION 5
作詞：西寺郷太、作曲：奥田健介・西寺郷太
5. エム・ティー・アール - MTR
作詞・作曲：西寺郷太
  - 2ndシングル「WARNER MUSIC EP」収録。
6. カリブに片想い - CALIB
作詞・作曲：西寺郷太
7. サーファー・ボーイ - SURFER BOY (1957)
作詞・作曲：西寺郷太
8. インサイド・アウトサイド？ - INSIDE/OUTSIDE?
作詞・作曲：西寺郷太
9. ウィ・ラヴ・ユー - WE LOVE YOU
作詞：西寺郷太、作曲：西寺郷太・奥田健介
  - ホーンアレンジ：BIG HORNS BEE
10. 愛はひらめきの中に - ANIMATION MELLOW MIND
作詞・作曲：西寺郷太
11. フォーティ・パイ - FORTY PIES
作詞・作曲：西寺郷太、ストリングスアレンジ：萩田光雄
  - 1stシングル。
12. セスナ - CESSNA
作詞・作曲：西寺郷太
  - 3rdシングル「I HEARD THE SOUND EP」収録。
13. マイクラヴ - MICROPHONE LOVE
作詞：西寺郷太、作曲：奥田健介・西寺郷太
14. 鼓膜の中の愛 - I HEARD THE SOUND (Pts. 1&2)
作詞・作曲：西寺郷太、ブラスアレンジ：山本拓夫
  - 3rdシングル。本曲（5分01秒）はシングル・ヴァージョンの音源（2分55秒）よりも長くなっている。
15. 広場にて - @ THE PARK
作曲：奥田健介
  - 本アルバムで唯一のインストゥルメンタル曲。
16. トーキング・アウェイ - TALKING AWAY
作詞・作曲：西寺郷太
  - ストリングスアレンジ：服部隆之

### ボーナストラック
※リマスター盤のみ追加収録。

17. ゴルフ - GOLF
作詞・作曲：西寺郷太
- 1stシングル「GOLF EP」収録。

18. ヒッピー・クリスマス - HiPPY CHRiSTMAS
作詞：西寺郷太、作曲：西寺郷太・奥田健介
- 1stシングル「GOLF EP」収録。

19. アンディ・サマーズとお茶を - ANDY SUMMERS SAID
作詞・作曲：西寺郷太
- 1stシングル「GOLF EP」収録。

20. アニメーション・ワン - ANIMATION #1
作詞・作曲：西寺郷太
- 2ndシングル「WARNER MUSIC EP」収録。

21. シー・イズ・アン・エレファント - SHE IS AN ELEPHANT
作詞：西寺郷太、作曲：奥田健介
- 2ndシングル「WARNER MUSIC EP」収録。

22. イフ・ユー・シー・ハー・セイ・ハロー - IF YOU SEE HER, SAY HELLO
作詞・作曲：西寺郷太
- 2ndシングル「WARNER MUSIC EP」収録。

23. 鼓膜の中の愛 - I HEARD THE SOUND
作詞・作曲：西寺郷太
- 3rdシングル。本アルバム14曲目のシングル・ヴァージョン。

24. アニメーション・アイ・ラヴ・ハー - ANIMATION I LOVE HER
作詞・作曲：西寺郷太
- アナログ盤「MY LOVELY NONA」よりCD初収録。